# 도쿄 전력 소녀
《도쿄 전력 소녀》(일본어: 東京全力少女)는 닛폰 TV 계열에서 2012년 10월 10일부터 12월 19일까지 《수요 드라마》 범위(수요일 22:00 ~ 22:54, JST)로 방송된 일본의 텔레비전 드라마이다.

## 개요
동 범위에서는 《클레오파트라인 여자들》이래의 오리지널 작품이다. 타케이 에미는 닛폰 TV의 연속 드라마 첫 출연으로, 4월 쿨의 《W의 비극》(TV 아사히 계열), 7월 쿨의 《숨도 쉴 수 없는 여름》(후지 TV 계열)에 이어, 3쿨 연속의 주연이다.

## 스토리
사에키 우라라는 여자 힘 하나로 자신을 키워 준 모친에게는 감사하면서도, 동경의 도쿄에서 생활해 보고 싶다고 생각해, 62만 1000엔의 저금을 전액 인출해 가출과 다름없이 고향·카가와를 떠났다. 도쿄에는 친아버지 스즈키 타쿠야가 살고 있었지만, 아버지에게 의지할 생각은 없었다.
우라라는 상경하자마자, 전재산을 도둑맞아 버린다. 어찌할 바를 몰라하는 우라라는 시모키타자와의 프리마켓에서 만난 세리자와 하나코로부터 이상한 남자를 소개받는다. 그 남자가 바로 15년 전에 자신과 모친을 버린 진짜 부친이었다.

## 캐스트

### 주요 인물
사에키 우라라 (19) - 타케이 에미 (어린 시절:토요시마 하나)
모친이 착각한 20세의 생일 날, 사별한 부친이 실은 건재하고 있다는 사실을 들어 〈한방이라도 때리고 싶다〉라고 생각해, 도쿄행을 결단한다.
폭풍우처럼 타인을 말려 들게 하면서 성장하는 성격으로, 야행 버스에서 다이스케와 만나, 시모키타자와의 프리마켓에서 하나코와 만난 강한 운세의 인연 연결만으로 부친과 재회할 수 있었다.
부친의 얼굴은 기억하고있지 않았지만 어린 시절에 등을 밀린 감각만은 남아 있었다. 부친의 방종한 생활을 눈앞에서 보고, 〈내가 행복하게 해 준다〉라고 선언한다.
스즈키 타쿠야 (45) - 와타베 아츠로
세상에는 인권파인 변호사로 알려져 있지만, 사생활에서는 여러명의 여성과 교제하는 등 방종한 생활을 반복하고 있었다. 딸과 15년만에 재회하는 것을 계기로 지금까지의 생활이 일변한다.
타마가와 다이스케 (24) - 미우라 쇼헤이
대학을 졸업 후 일정한 직업을 가지지 않고, 매일을 누구에게도 속박 되는 일 없이 자유롭게 살아 왔다.
사쿠라이 코이치 (30) - 츠카모토 타카시
스즈키의 어시스턴트. 한번 이혼 경험이 있고 어린 딸을 남자 혼자서 기르고 있다.

### 스즈키의 여성
세리자와 하나코 (26) - 히가 마나미
모델. 레이와 프리마켓에서 만나, 돈이 없어 곤란해 하고 있는 그녀를 스즈키에 소개한다.
오쿠노 후유 (26) - 이치카와 유이
스포츠 짐의 댄스 인스트럭터. 스즈키와는 별도로 교제하고 있는 남성이 있다.
쿠보 하루카 (24) - 모리 칸나
CLUB 〈샤콘느〉의 마마.

### 카페 타마가와(타마리바)
타마가와 시게스케 (48) - 누쿠미즈 요이치
다이스케의 부친. 카페를 경영하면서 외국인 전용의 쉐어 하우스를 운영하고 있다.
타마가와 미카 (17) - 시무라 레나
시게스케의 딸. 카페나 쉐어 하우스의 가사 전반을 처리하고, 믿음직스럽지 못한 오빠를 대신하여 부친을 돕고 있다.
야마모토 유카리/오도바루 (22) - 시부야 아스카
몽골에서 온 유학생. 레이의 고교시절 선배.
헨리 (28) - 와타나베 쿠니토
캐나다에서 온 모델. 일본어는 하지 못하고 영어로 회화하고 있다.
죠안나 (25) - 로랑스 유미
일본의 애니메이션을 좋아하는 프랑스에서 온 유학생.

### 그 외
사에키 사유리 (43) - 호리우치 케이코
우라라의 모친. 현지 카가와에서 미용실을 운영하고 있다. 사법 재수생을 하고 있는 남편과의 생활에 참지 못하고, 우라라가 어렸을 때에 이혼한다. 딸에게 소개받은 남성과 재혼할 예정이었으나, 전 남편인 스즈키 타쿠야와 재혼한다.
시타야마 코지 (31) - 아오키 류지
CLUB 〈샤콘느〉의 매니저. 스즈키를 미행해 온 레이를 체험 입점의 여자 아이라고 착각 하고, 특별한 지도도 하지 않고 갑자기 손님을 자리에 앉게 한다.
카와베 요코 (23) - 나이토 리사
오쿠노 후유와 같은 스포츠 짐에서 일하고 있다. 단골 스즈키와는 낯익은 사이로, 인사 감각으로 데이트 신청을 받고 있다.
사쿠라이 히토미 (4) - 사카이 아야네
사쿠라이 코이치의 외동딸.
오쿠노 료타 (4) - 마츠다 토모키
후유의 외아들. 히토미와 같은 보육원에 다니고 있다.
오자키 아키 - 타이라 아이리 (제5 ~ 7화)
다이스케의 옛 여자친구.
스포츠 짐의 손님 - 아카츠

### 게스트
환경 미화원 - 나카지마 미유키 (제1화·특별 출연)
스즈키가 주 3회 다니고 있는 스포츠 짐의 아르바이트 환경 미화원.
신쥬쿠의 부동산 소개소 사원 - 카쿠타 아키히로(도쿄 03) (제1화)

시모키타자와의 부동산 소개소 사원 - 이와오 노조무(풋볼 아워) (제1화)
집을 구하고있는 레이에게 사고가 난 방을 소개한다.
프리마켓 점원 - 만보 야시로 (제2·6화)

코지마 - 오카야마 하지메 (제2화)
요츠이 상회 사원. 하나코의 거래 상대.
카메라맨 - 밋치 (제2화)
하나코와는 구면의 사이.
호텔 프론트 - 코지마 카즈야(언재시) (제4화)

우라라 - 토리이 미유키 (제4화)
〈샤콘느〉의 호스티스.
법정에서의 증인 - 코야나기 신 (제8화)

동물원의 관계자 - 타나카 마모루 (제8화)

머릿부분의 버스 승객 - 마시타 유키 (제9화)

우라라의 코토히라에서의 친구 - 토야마 에리코, 이와나가 유이 (제9화)

쿠라하시 쿄카 - 콘노 아사미 (제9화)
도립 중앙 종합병원 접수.

## 스태프
- 각본 - 반 카즈히코
- 연출 - 쿠보타 미츠루, 나가누마 마코토, 카키누마 타케오
- 음악 - 코니시 야스하루
- 주제가 - 나카지마 미유키 〈은혜도 모르고〉
- 사운드 디자인 - 이시이 카즈유키
- 치프 프로듀스 - 오오히라 후토시
- 프로듀스 - 츠기야 히사시, 후지이 유야(닛테레 악스온)
- 제작 협력 - 닛테레 악스온
- 제작 저작 - 닛폰 TV

## 방송 일자
| 화 수                                                      | 방송일           | 부제                                                | 연출            | 시청률 |
| ---------------------------------------------------------- | ---------------- | --------------------------------------------------- | --------------- | ------ |
| vol.01                                                     | 2012년 10월 10일 | 전신전령으로 인생을 헛도는 민폐녀의 하트풀 코미디   | 쿠보타 미츠루   | 9.0%   |
| vol.02                                                     | 2012년 10월 17일 | 돌진소녀의 구제불능 아빠 개조 계획 제1탄!           | 쿠보타 미츠루   | 8.2%   |
| vol.03                                                     | 2012년 10월 24일 | 아버지의 애정을 빼앗는 최강의 라이벌 출현!          | 나가누마 마코토 | 7.9%   |
| vol.04                                                     | 2012년 10월 31일 | 가정부 미타 씨는 해고했습니다!                      | 쿠보타 미츠루   | 9.7%   |
| vol.05                                                     | 2012년 11월 7일  | 세다리 걸치고 있는 아빠에게 사랑과 분노의 철권 펀치 | 카키누마 타케오 | 7.8%   |
| vol.06                                                     | 2012년 11월 14일 | 에!! 어째서 임신해버린 거야!                        | 쿠보타 미츠루   | 5.4%   |
| vol.07                                                     | 2012년 11월 21일 | 설마하던 전개!! 러브 스토리는 갑자기                | 나가누마 마코토 | 7.1%   |
| vol.08                                                     | 2012년 11월 28일 | 기쁘고도 부끄러운 온천 여행! 생각하지 못한 눈물!!   | 쿠보타 미츠루   | 8.9%   |
| vol.09                                                     | 2012년 12월 5일  | 아버지는 멀리 떨어져 있어야 그리운 것?              | 나가누마 마코토 | 5.4%   |
| vol.10                                                     | 2012년 12월 12일 | 가족이 뭐야? 자립하는 것, 자립 분투기!              | 쿠보타 미츠루   | 7.1%   |
| FINAL                                                      | 2012년 12월 19일 | 행복 가족에게 산타가 10명 온다                      | 쿠보타 미츠루   | 7.4%   |
| 평균 시청률 7.6% (시청률은 칸토 지구·비디오 리서치사 조사) |                  |                                                     |                 |        |

- 제8화는 〈닛테레 계 음악의 제전 베스트 아티스트 2012〉 방송 때문에 22:30 ~ 23:24 방영.
- 제9화는 《1억인의 대질문!? 와랏테 코라에테! 취주악의 여행 2012 마칭편·완결편 3시간 반 스페셜》 방송 때문에 22:30 ~ 23:24 방영.
- 제10화는 《FIFA 클럽 월드컵 2012》 방송 때문에 22:35 ~ 23:29 방영.
- 최종화는 《더! 세계 앙천 뉴스 해 넘어 연말 연시 2연발 기적은 일어났다! 3시간 20분 SP》 방송 때문에 22:20 ~ 23:14 방영.